# جورج هويسمان
جورج هوسمان (3 مايو 1889 - 28 ديسمبر 1957) كان مؤرخًا وسياسيًا فرنسيًا شغل منصب رئيس لجنة تحكيم مهرجان كان السينمائي من سنة 1946 إلى سنة 1949. شغل أيضًا منصب رئيس بلدية فالموندوا من عام 1932 إلى عام 1939.
أسس هوسمان مهرجان كان السينمائي بناءً على طلب وزير التربية الوطنية والفنون الجميلة جان زاي [الإنجليزية]. وكان هدفهم إنشاء مهرجانٍ سينمائيٍّ يُنافس مهرجان البندقية السينمائي. وأصبح بعد ذلك رئيسًا للجنة التحكيم خلال السنوات الثلاث الأولى من المهرجان.

## السيرة
ولد في فالنسيان في 3 مايو 1889. تخرج بدرجة البكالوريوس في التاريخ من المدرسة الوطنية للتاريخ. توفي في 28 ديسمبر 1957 في باريس.

## الحياة المهنية
شغل خلال حياته المهنية مناصب مختلفةٍ في الحكومة الفرنسية، مثل المدير العام للفنون الجميلة. ومع ذلك، بعد هزيمة فرنسا في الحرب العالمية الثانية، تم إعفاؤه من مسؤولياته من قبل نظام فيشي إلى حدٍ كبيرٍ لأنه كان يهوديًا.

## روابط خارجية
- الأكاديمية الفرنسية
- سيرة